# Tamejiro Hiyama
 Tamejiro Hiyama (jap. 檜山 爲次郎 Hiyama Tamejiro, * 24. August 1946 in Ibaraki, Präfektur Osaka) ist ein japanischer Chemiker. Er ist bekannt für die Nozaki-Hiyama-Kishi-Reaktion, einer metallkatalysierten Kupplungsreaktion, die von großer Bedeutung für die moderne metallorganische Chemie wurde.

## Karriere
Hiyama studierte Chemieingenieurwesen an der Universität Kyōto mit dem Bachelor-Abschluss 1969 und dem Master-Abschluss 1971. Er war dort danach (ab 1972) Assistent von Hitoshi Nozaki und wurde 1975 in Kyoto promoviert und war 1975/76 als Post-Doktorand an der Harvard University bei Yoshito Kishi. Von 1972 bis 1981 war er Associate Professor an der Universität Kyoto in der Ingenieursfakultät. Gleichzeitig war er 1981 bis 1992 Gruppenleiter (ab 1983 leitender Wissenschaftler) am Sagami Chemical Research Center (SCRC) und zuletzt Labordirektor. 1992 wurde er Professor am Tokyo Institute of Technology am Forschungslabor für Ressourcennutzung und 1997 bis zur Emeritierung 2010 war er Professor an der Universität Kyoto. Danach war er Professor an der Chuo University.

## Werk
Er befasst sich mit organischer Synthese (neue metallorganische Reagenzien und Reaktionen zur gezielten Synthese, Synthese biologisch aktiver Substanzen), organischen Fluorverbindungen und organischen Siliziumverbindungen.
Die Nozaki-Hiyama-Kishi-Reaktion ist eine Kreuzkupplungsreaktion, bei der unter Anwesenheit von Chrom- oder Nickelsalzen in wässriger Lösung aus Aldehyden und organischen Halogenverbindungen (Aromate oder solche mit Allylgruppe) Alkohole entstehen. Hiyama und Nozaki berichteten darüber zuerst 1977 mit Chrom. Sie war in gewisser Weise das Chrom-Analogon der auf Magnesium beruhenden Grignard-Reaktion, reagierte aber im Gegensatz zu dieser sehr selektiv mit Aldehyden und toleriert im Gegensatz zur Grignard-Reaktion eine Reihe funktioneller Gruppen, was sie breiter anwendbar macht. Es gab aber Probleme mit der Reproduzierbarkeit. Die Gruppe von Hiyama und Nozaki und die Gruppe von Yoshito Kishi, der sich damals gerade mit der schwierigen Synthese von Palytoxin befasste und die Reaktion gut hätte gebrauchen können, fanden die Ursache schließlich darin, dass kleine Nickel-Verunreinigungen im Chrom nötig waren. Deshalb lieferten gerade die besten (reinsten) Chromverbindungen die schlechtesten Resultate, was aber korrigiert werden konnte mit nur einigen hundertstel Prozent Nickelzusatz. Die Reaktion wird auch in industriellem Maßstab genutzt.
Er forschte später über Kreuzkupplungsreaktionen mit organischen Siliziumverbindungen, darunter 1988 die Hiyama-Kupplung, eine Reaktion zwischen organischen Siliziumverbindungen und organischen Halogenverbindungen (mit einer ganzen Reihe möglicher funktioneller Gruppen) und einem Palladium-Katalysator.
{\displaystyle {\begin{matrix}{}\\{\ce {{R-SiR''_{3}}+R'-X->[\mathrm {F^{-}} ][{\text{Pd cat.}}]R-R'}}\end{matrix}}}
- {\displaystyle {\ce {R}}}: Aryl, Alkenyl oder Alkynyl
- {\displaystyle {\ce {R'}}}: Aryl, Alkenyl, Alkynyl oder Alkyl
- {\displaystyle {\ce {R''}}}: Cl, F oder Alkyl
- {\displaystyle {\ce {X}}}: Cl, Br, I oder OTf (Triflylgruppe)

Außer über 400 wissenschaftlichen Arbeiten veröffentlichte er auch einige Bücher.

## Ehrungen und Mitgliedschaften
2012 erhielt er einen Humboldt-Forschungspreis, 2004 den Preis der Japan Liquid Crystal Society (deren Präsident er 2009 bis 2011 war), 2007 den Preis der Society of Synthetic Organic Chemistry of Japan (deren Direktor er 2003/04 war) und 2008 den Preis der Chemical Society of Japan, deren Preis für junge Chemiker er schon 1980 erhalten hatte und deren Direktor er 1996 bis 1998 und 2002 war. 2011 wurde er Vorsitzender der Japan Society for the Promotion of Science. Er ist Fellow der Royal Society of Chemistry.
2004 bis 2012 war er Herausgeber von Chemistry Letters  und 1994 bis 1996 des Bulletin of the Chemical Society of Japan.

## Schriften (Auswahl)
Außer den in den Fußnoten zitierten Arbeiten.
- mit K. Takai, K. Kimura, T. Kuroda, H. Nozaki: Selective grignard-type carbonyl addition of alkenyl halides mediated by chromium(II) chloride, Tetrahedron Letters, Band 24, 1983, S. 5281–5284
- mit Y. Minami: Synthetic Transformations through Alkynoxy-Palladium Interactions and C-H Activation, Acc. Chem. Res., Band 49, 2016, S. 67–77. *mit T. Komiyama, Y. Minami: Recent Advances in Transition-Metal-Catalyzed Synthetic Transformations of Organosilicon Reagents,  ACS Catal., Band 7, 2017, S.  631–651.

Bücher (Auswahl):
- mit Koichiro Oshima: Organische Synthetische Chemie (Japanisch), Tokyo Kagaku Dojin 2012
- mit G. S. Zweifel, M. H. Nantz: Modern Organic Synthesis - An Introduction, Kagaku Dojin 2009
- mit Kyoko Nozaki: Katalytische Reaktionen für die Organische Synthetische Chemie (Japanisch), Tokyo Kagaku Dojin 2004
- Organofluorine Compounds: Chemistry and Applications, Springer, 2000, Herausgeber Hisashi Yamamoto.